# 가마구치
가와구치(釜口)는 효고현 아와지시에 속하는 조초이다. 우편번호는 656-2334이고. 과거에 존재했던 쓰나군 가마구치촌(釜口村)에 해당한다.

## 역사
- 1961년 4월 1일 - 이와야정, 가리야정, 우라촌이 합병해 아와지정이 성립하여 가마구치촌은 폐지되어 오아자 가마구치가 되었다.